# Съборно послание на свети апостол Иакова
Съборно послание на свети апостол Иакова (на гръцки: Επιστολή Ιακώβου) е библейска книга, шестата в Новия завет.
Тя е първото от седемте съборни послания, отправени към Църквата като цяло, а не към отделни общности. За негов автор се смята първият йерусалимски патриарх апостол Иаков, починал през 63 година. Изглежда насочено към по-широка еврейска публика, посланието призовава за търпение и постоянство. По-късно известност придобива фразата „както тялото без дух е мъртво, тъй и вярата без дела е мъртва“,[Иак. 2:26] която понякога е противопоставяна на приоритетът, даван от апостол Павел на вярата сама по себе си.